# A Home at the End of the World (película)
A Home at the End of the World (Una casa en el fin del mundo, en España) es una película del 2004, dirigida por Michael Mayer. El guion de Michael Cunningham fue adaptado de su novela del mismo nombre de 1990.

## Sinopsis
Dos amigos de la infancia enfrentan sus relaciones pasadas, incluyendo la suya, junto a un nuevo amigo en la década de 1980 en Nueva York. Su amistad se convierte en un triángulo amoroso mientras luchan con la muerte de su padre y un embarazo inesperado.

## Reparto
| Actor            | Personaje       |
| ---------------- | --------------- |
| Colin Farrell    | Bobby Morrow    |
| Dallas Roberts   | Jonathan Glover |
| Robin Wright     | Clare           |
| Sissy Spacek     | Alice Glover    |
| Matt Frewer      | Ned Glover      |
| Erik Scott Smith | Bobby Morrow    |
| Harris Allan     | Jonathan Glover |
| Asia Vieira      | Emily           |

## Nominaciones y premios
Nominada para varios premios, incluyendo un Premio IFTA en el 2004 por Mejor Actor (Colin Farrell) y Mejor Película en el 2005 para los Premios GLAAD.